# De mulieribus claris
De mulieribus claris (tradução livre: Sobre Mulheres Famosas) é uma coleção de biografias de mulheres mitológicas ou de importância histórica escrita pelo autor Giovanni Boccaccio e publicada em 1374. É a primeira coleção exclusivamente dedicada a biografia de mulheres ocidentais. Ao mesmo tempo que escrevia esta obra, Boccacio também compilou uma coleção de biografias de homens, De Casibus Virorum Illustrium.

## Propósito

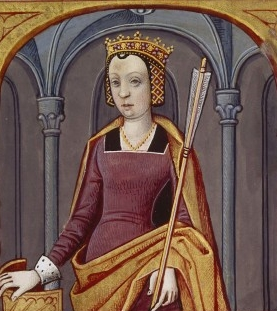
Ops, esposa de Saturno

Boccaccio alega ter escrito 106 biografias para a posteridade de mulheres que eram renomadas, tanto bem quanto mal. Ele acreditou que recontando as ações de certas mulheres que haviam sido más serviria de compensação para as exortação das virtudes das ações das mulheres boas. Ele escreve em sua apresentação que a combinação de todos os tipos de mulheres iria encorajar a virtude e coibir o vício.

## Visão geral
O autor declara no prefácio que sua coleção de cento e seis curtas biografias é o primeiro exemplo na literatura ocidental dedicado exclusivamente às mulheres. Um pouco do trabalho perdido de Suetônio, "pessoas ilustres" e o trabalho De Casibus Virorum Illustrium de Boccaccio contém biografias de ambos os sexos enquanto outras como De Viris Illustribus de Francesco Petrarca e De Viris Illustribus de Jerônimo de Estridão são dedicados exclusivamente para homens. Boccaccio informa que seu trabalho foi inspirado e modelado a partir do De Viris Illustribus de Petrarca.
A coleção de biografias inspirou personagens no livro Le Livre de la Cité des Dames de Cristina de Pisano, De las virtuosas y claras mujeres de Alvaro de Luna, Defence of Good Women de Thomas Elyot, De las mujeres ilustres de Alonso de Cartagena, Gynevera de la clare donne de Giovanni Sabbadino degli Arienti, De plurimis claris selectisque mulierbus de Iacopo Filippo Forest Couronne margaritique de Jean Lemaire e vários trabalhos de Edmund Spenser. Também influenciou The Legend of Good Women de Geoffrey Chaucer e The Canterbury Tales.

## Desenvolvimento

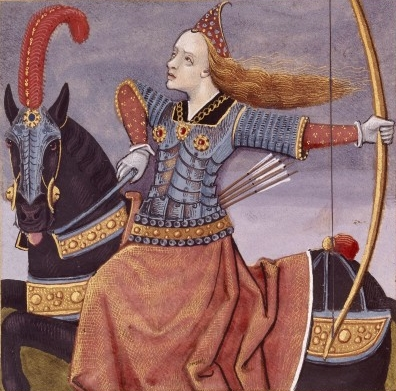
Pentesileia, ilustração do manuscrito da Bibliothèque nationale de France em Paris

Boccaccio escreveu a obra em Certaldo provavelmente entre o verão de 1361 e o de 1362, entretanto pode ter sido até o final de dezembro de 1362. Ele dedicou o trabalho a Andrea Acciaioli, Condessa de Altavilla, em Nápoles no final de 1362 mesmo tendo continuado a revisão até a sua morte em 1375. Todavia, ela não foi sua primeira escolha. Primeiro, ele havia considerado dedicar um exemplar mais fino a Joana I de Nápoles porém considerou que um livro pequeno não seria digno de uma pessoa com uma fama tão grande.
Existem mais de cem manuscritos em pelo menos nove diferentes estágios do trabalho mostrando que este foi um trabalho popular na época. Boccaccio atualizou a obra em várias versões, edições e rearranjos durante o resto de sua vida. Após sua morte no final do século XIV, Donato degli Albanzani traduziu uma cópia do latim para o italiano. No início do século XV Antonio di S. Lupidio fez uma tradução volgare, Laurent de Premierfait traduziu para o francês e Heinrich Steinhowel para o alemão. No início do século XVI Henry Parker traduziu aproximadamente a metade e dedicou a Henrique VIII da Inglaterra.
A invenção da prensa móvel trouxe a primeira versão em latim de Johan Zainer em Ulm de 1473. A única versão completa em latim do século XVI que sobreviveu foi feita em 1539 sendo de Mathias Apiarus.

## Conteúdo

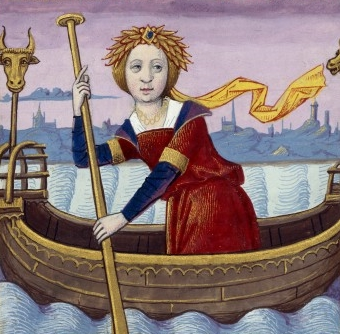
Ísis do Egito

As cento e seis biografias são de mulheres mitológicas ou históricas, assim como de algumas contemporâneas do autor. Uma descrição breve segue o mesmo padrão usado em várias versões de De viris illustribus. O padrão biográfico começa com o nome da pessoa, seus parentes ou ancestrais e então sua posição social. Por fim, a razão geral de sua notoriedade ou fama associada com detalhes.
A única fonte que Boccaccio diz que empregou são a Bíblia, Jerônimo e São Paulo. A redação das biografias, porém, fornece dicas de onde ele obteve a informação. Ele claramente teve acesso aos autores Valério Máximo, Plínio, o Velho, Lívio, Ovídio, Suetônio, Estácio, Virgílio, Lactâncio, Orósio e Justino.

## Lista de biografias
- 1. Eva, a primeira mulher na Bíblia
- 2. Semíramis, rainha dos Assírios
- 3. Opis, esposa de Saturno
- 4. Juno, deusa do lar
- 5. Ceres, deusa da colheita
- 6. Minerva
- 7. Vênus, deusa do amor
- 8. Ísis, rainha e deusa do Egito
- 9. Europa, rainha de Creta
- 10. Líbia, rainha da Líbia
- 11 e 12. Marpesia e Lampedo, rainhas das Amazonas
- 13. Tisbe, uma moça babilônica
- 14. Hypermnestra, rainha de Argos e sacerdotisa de Juno
- 15. Níobe, rainha de Tebas
- 16. Hypsipyle, rainha de Lemnos
- 17. Medeia, rainha da Cólquida
- 18. Aracne of Cólofon
- 19 e 20. Orítia e Antiopa, rainhas das Amazonas
- 21. Heriphile, uma profetisa
- 22. Medusa (mitologia), filha de Fórcis
- 23. Iole, filha do rei Eurito
- 24. Dejanira, esposa de Hércules
- 25. Jocasta, rainha de Tebas
- 26. Sibila de Cumas, uma profetisa
- 27. Carmenta, filha do rio Lado.
- 28. Prócris, esposa de Céfalo
- 29. Argia, filha de Adrasto
- 30. Manto, filha de Tirésias
- 31. As esposas dos  Minias
- 32. Pentesileia, rainha das Amazonas
- 33. Polixena, filha do Rei Príamo
- 34. Hécuba, rainha dos Troianos
- 35. Cassandra, filha do Rei Príamo de Troia
- 36. Clitemnestra, rainha de Micena
- 37. Helena, esposa do Rei Menelau
- 38. Circe, filha do Sol
- 39. Camila, rainha dos Volscianos
- 40. Penélope, esposa de Ulisses
- 41. Lavínia, rainha de Laurento
- 42. Dido, ou Elissa, rainha de Cartago
- 43. Nicaula, rainha da Etiópia
- 44. Panfile, filha de Plateia
- 45. Reia Ília, um virgem vestal
- 46. Caia Cirila, esposa do Rei Tarquínio Prisco
- 47. Safo, garota de Lesbos e poetisa
- 48. Lucrécia, esposa de Colatino
- 49. Tomiris, rainha de Cítia
- 50. Leaena, uma cortesã
- 51. Atália, rainha de Jerusalém
- 52. Cloelia, uma virgem romana
- 53. Hipona, uma mulher grega
- 54. Megullia Dotata
- 55. Vetúria, uma senhora romana
- 56. Timarete, pintora grega
- 57. Artemísia, rainha de Cária
- 58. Virgínia, jovem filha de Lúcio Vergínio
- 59. Irene, filha de Cratino
- 60. Leontiona, filósofa grega
- 61. Olímpia do Epiro, rainha da Macedônia
- 62. Cláudia, uma virgem vestal
- 63. Virginia, esposa de Lúcio Volúmnio
- 64. Flora, deusa das flores e esposa de Zéfiro
- 65. Uma jovem mulher romana
- 66. Iaia ("Márcia"), filha de Marco Terêncio Varrão
- 67. Sulpícia, esposa de Fúlvio Flaco
- 68. Harmonia, neta de Hierão II
- 69. Paulina Busa, uma mulher da Apúlia
- 70. Sofonisba, rainha da Numídia
- 71. Texena, filha do príncipe Heródico
- 72. Laódice, rainha da Capadócia
- 73. Quiomara, uma nobre da Galácia
- 74. Emília Paula, esposa de  Cipião Africano
- 75. Dripetrua, rainha de Laódice
- 76. Semprônia, filha de Graco
- 77. Cláudia Quinta, uma mulher romana
- 78. Hipsicrateia, rainha de Ponto
- 79. Semprônia, uma mulher romana
- 80. As esposas dos címbrios
- 81. Julia, filha de Júlio César
- 82. Pórcia, esposa de Marco Júnio Bruto
- 83. Curia, esposa de Quinto Hortênsio Hórtalo
- 84. Hortênsia, filha de Quinto Hortênsio Hórtalo
- 85. Sulpícia, esposa de Lêntulo Cruscélio
- 86. Cornifícia, uma poetisa
- 87. Mariana, rainha da Judeia
- 88. Cleópatra, rainha do Egito
- 89. Antônia, filha de Antônio
- 90. Agripina, esposa de Germânico
- 91. Paulina, uma mulher romana
- 92. Agripina, mãe do imperador Nero
- 93. Epícaris, uma escrava liberta
- 94. Pompeia Paulina, esposa de Sêneca
- 95. Popeia Sabina, esposa de Nero
- 96. Triaria, esposa de Lúcio Vitélio, o Jovem
- 97. Proba, poetisa latino-romana e esposa de Adelfo
- 98. Faustina Augusta
- 99. Júlia Soémia, mulher de Emesa
- 100. Zenóbia, rainha de Palmira
- 101. Papisa Joana
- 102. Irene de Atenas, Imperatriz de Constantinopla
- 103. Gualdrada, uma dama de Florença
- 104. Constança, Imperatriz de Roma e rainha da Sicília
- 105. Camiola, uma viúva de Siena
- 106. Joana, rainha de Jerusalém e da Sicília